# Rieleros GIMSA de Frontera
Los Rieleros GIMSA de Frontera fue un equipo de béisbol que participó en la Liga del Norte de Coahuila con sede en Frontera, Coahuila, México.

## Historia
Los Rieleros GIMSA de Frontera pertenecen al grupo GIMSA, que también son propietarios de los Pericos de Puebla. Tienen como casa el estadio Salvador Benavides que fue inaugurado en el año 2014.
Se coronaron campeones por primera ocasión en su historia en la temporada de 2011 al vencer a los Siderúrgicos de Monclova 4 juegos a 1. Los Rieleros obtuvieron su segundo campeonato en la temporada de 2013 cuando vencieron en 6 juegos a los Tuzos de Palaú. Obtuvieron el Bicampeonato al vencer nuevamente al equipo de Tuzos en 6 juegos. Por tercer año consecutivo los Rieleros se coronaron campeones, obteniendo el cuarto título de su historia al vencer al equipo de Palaú pero en esta ocasión en 5 juegos.

## Jugadores

### Roster actual
Por definir.